# Instituto de Óptica Quântica e Informação Quântica
Instituto de Óptica Quântica e Informação Quântica (IQOQI) (em alemão:  Institut für Quantenoptik und Quanteninformatio") é um instituto membro da Academia Austríaca de Ciências e foi fundado em novembro de 2003 para criar um centro de pesquisa austríaco para os novos campos em desenvolvimento da óptica quântica teórica e experimental e da informação quântica. Uma filial em Viena juntou-se ao Instituto Stefan-Meyer em Boltzmanngasse 3 sob a direção de Anton Zeilinger.   Possui duas unidades independentes em Innsbruck e Viena, com cerca de 80 funcionários cada. O instituto se dedica à pesquisa fundamental em óptica quântica, informação quântica, fundamentos quânticos e comunicação quântica, tanto teórica quanto experimental.

## Resultados científicos
Os cientistas descobriram que quanto mais calor eles forneciam, mais precisamente o relógio funcionava. O teste mostra que a precisão foi diretamente proporcional ao calor liberado. Para tornar o relógio duas vezes mais preciso, eles precisavam fornecer o dobro de calor.